# Виктор Колотов
Виктор Михајлович Колотов (рус. Виктор Михайлович Колотов; 3. јул 1949 — 3. јануар 2000) био је совјетски фудбалер и тренер.

## Биографија
Током каријере, Колотов је играо на позицији везног играча. Наступао је за Рубин из Казања и Динамо Кијев. Освојио је шест првенства Совјетског Савеза, два пута совјетски куп, УЕФА Суперкуп и Куп победника купова 1974/75. Наступио је 54 пута за репрезентацију Совјетског Савеза и постигао 22 гола. Био је у саставу репрезентације Совјетског Савеза на Европском фудбалском првенству 1972. године, са екипом је освојио друго место. На Летњим олимпијским играма 1972. у Минхену и 1976. у Монтреалу са олимпијском селекцијом је освојио оба пута бронзане медаље.
Након завршетка играчке каријере, постао је фудбалски тренер. Колотов је доживео други срчани удар крајем 1999. године, иако су га лекари отпустили из болнице у новогодишњој ноћи. Дана 2. јануара 2000. са пријатељима је отишао у лов, упркос наговарању породице да остане код куће. Враћајући се из лова, Колотов се осећао лоше. Супруга је позвала лекаре, али су они били немоћни. Увече 3. јануара 2000. Виктор Колотов је преминуо од акутне срчане инсуфицијенције. Сахрањен је на Шумском гробљу у Кијеву на парцели 76а.

## Успеси

### Клуб
Динамо Кијев
- Првенство СССР: 1971, 1974, 1975, 1977, 1980, 1981.
- Куп Совјетског Савеза: 1974, 1978.
- Куп победника купова: 1975.
- УЕФА суперкуп: 1975.

### Репрезентација
СССР
- Европско првенство друго место: Белгија 1972.
- Олимпијске игре бронза: Минхен 1972.
- Олимпијске игре бронза: Монтреал 1976.